# Roger Vaughan (Adliger)

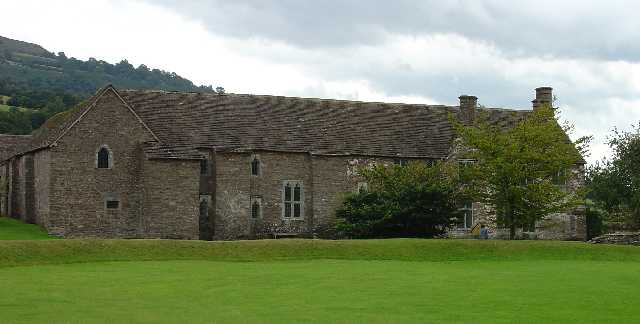
Das von Vaughan erbaute Herrenhaus Tretower Court

Sir Roger Vaughan († nach Mai 1471 in Chepstow) war ein walisischer Adliger.

## Herkunft
Roger Vaughan war der dritte Sohn von Roger Fychan, einem Landadligen aus den Welsh Marches, und von dessen Frau Gwladus, einer Tochter von Dafydd Gam. Sein Vater fiel 1415 in der Schlacht von Azincourt, nach seinem Tod heiratete seine Mutter in zweiter Ehe Sir William ap Thomas. Sein älterer Bruder Watkyn erbte nach dem Tod ihres Vaters Bredwardine Castle in Herefordshire, sein zweiter Bruder Thomas ap Roger Vaughan erbte Hergest Court in Herefordshire.

## Leben
Vaughan diente als enger Gefolgsmann von seinem Halbbruder William Herbert und seinen Verwandten von der Familie Devereux, die während der Rosenkriege loyale Unterstützer des Hauses York waren. Vermutlich als Geschenk seines Halbbruders Herbert erhielt er um 1450 Tretower Court in Mittelwales, das er zu einem eindrucksvollen befestigten Herrenhaus ausbauen ließ. Wie andere Yorkisten wurde er 1457 vom Coventry Parliament begnadigt, doch kämpfte er anschließend weiter auf Seiten des Hauses York. Im Februar 1461 nahm er an der Schlacht von Mortimer’s Cross teil. Angeblich soll er nach der Schlacht den geschlagenen Anführer der Lancastrianer, Owen Tudor, zu seiner Hinrichtung nach Hereford gebracht haben. Zusammen mit seinen Verwandten sicherte er nach diesem Sieg die Herrschaft von König Eduard IV. in Wales. Er übernahm verschiedene Ämter in Wales und war schließlich ab dem 15. November 1461 für die Verwaltung mehrerer Herrschaften in Brecknockshire verantwortlich. 1465 nahm er an der Niederschlagung einer Revolte von Lancastrianern in Carmarthenshire teil. Als Dank erhielt er verschiedene Güter in Gower und Kidwelly, die Rebellen wie Philip Mansel abgenommen worden waren. Vor dem 23. März 1465 wurde er zum Knight Bachelor geschlagen. Am 16. Februar 1470 wurde er zum Constabler von Cardigan Castle ernannt. Nach dem erneuten Sieg des Hauses York in der Schlacht von Tewkesbury im Mai 1471 sollte er auf Befehl König Eduards IV. Jasper Tudor, einen Sohn von Owen Tudor, verfolgen und gefangen nehmen. Dabei wurde er jedoch selbst von Jasper Tudor gefangen genommen und aus Rache in Chepstow enthauptet. Mehrere walisische Dichter wie Llywelyn Goch y Dant verlangten für die Hinrichtung von Vaughan Vergeltung.

## Familie und Nachkommen
Vaughan war zweimal verheiratet. Mit seiner ersten Frau Denise, einer Tochter von Thomas ap Philip Vaughan aus Talgarth, hatte er vier Töchter und mindestens zwei Söhne, darunter sein Erbe Sir Thomas Vaughan. Eine seiner Töchter heiratete Henry Dwnn. In zweiter Ehe heiratete er nach 1466 Margaret, Lady Powis, die Witwe von Richard Grey, 1. Baron Grey of Powis und Tochter von James Tuchet, 5. Baron Audley und dessen zweiten Frau Eleanor. Mit ihr hatte er eine Tochter, die Humphrey Kynaston heiratete. Daneben soll Roger Vaughan zahlreiche uneheliche Kinder gehabt haben.